# Tân Tiến, Yên Sơn
Tân Tiến là một xã thuộc huyện Yên Sơn, tỉnh Tuyên Quang, Việt Nam.
Xã có diện tích 59,67 km², dân số năm 1999 là 3502 người, mật độ dân số đạt 59 người/km².